# Subdoluseps malayana
Subdoluseps malayana — вид сцинкоподібних ящірок родини сцинкових (Scincidae). Ендемік Малайзії. Описаний у 2019 році.

## Поширення і екологія
Subdoluseps malayana відомі з типової місцевості, розташованої на пляжі Телук-Рубіах в штаті Перак на заході Малайського півострова.